# Cracker Island
Albums de Gorillaz
Song Machine: Season One - Strange Timez
(2020)
Singles
1. Cracker Island
Sortie : 22 juin 2022
2. New Gold
Sortie : 31 août 2022
3. Baby Queen
Sortie : 4 novembre 2022
4. Skinny Ape
Sortie : 8 décembre 2022
5. Silent Running
Sortie : 27 janvier 2023

Cracker Island est le huitième album studio du groupe virtuel britannique Gorillaz sorti en 2023.

## Historique
La majorité de l'album est conçue en 2021. La collaboration avec Bad Bunny, Tormenta, est le premier morceau achevé. Il devait initialement être le single de la deuxième saison de la web-série Song Machine,. En mai 2022, Damon Albarn révèle que l'album est terminé. Greg Kurstin et Remi Kabaka Jr. (en) participent à la production de l'album.

## Singles
Le premier single Cracker Island, en duo avec Thundercat, est publié le 22 juin 2022.
New Gold, avec Tame Impala et Bootie Brown (de The Pharcyde) est dévoilé le 31 août 2022,.
Le 3e extrait, Baby Queen est inclus sur la bande originale du jeu vidéo FIFA 23 en septembre 2022. Il sort en single le 4 novembre 2022.
Skinny Ape sort en décembre 2022, suivi de Silent Running en janvier 2023,.

## Critique
Cracker Island reçoit des critiques globalement positives dans la presse. Sur l'agrégateur Metacritic, Cracker Island totalise une moyenne de 80/100 pour 23 critiques. Sur AnyDecentMusic?, le consensus du site engendre une moyenne de 7,1⁄10.
Dans sa critique pour le site AllMusic, Stephen Thomas Erlewine écrit que cet album est « moins une exploration d'un nouveau territoire sonore qu'une réaffirmation de ses atouts » ou encore « il y a une énergie propre et efficace. » Pour Emma Harrison du magazine Clash « cet album de dix titres de Gorillaz s'apparente plus à un sprint qu'à un marathon sur le huitième album studio des virtuoses virtuels » et « malgré sa petite longueur, Cracker Island a un sacré punch et couvre de nombreux genres. »
Ben Cardew du site Pitchfork écrit une critique un peu moins élogieuse et décrit un album qui « marche sur une ligne très mince entre jouer sur les points forts du groupe et s'appuyer trop fortement sur de vieux trucs. » Paul Attard de Slant Magazine écrit notamment : « Lorsqu'il est livré à lui-même (et dépouillé de son groupe habituel d'invités approuvés par Tumblr), Albarn conçoit certains des morceaux les plus remarquables de Cracker Island, bien que la qualité varie considérablement. Des chansons comme Tarantula et Skinny Ape produites par Greg Kurstin, tout en contenant encore des passages inutiles (le plus visible est le passage ska de ce dernier), sont relativement dépouillées et produites proprement. Encore mieux, Baby Queen est un magnifique morceau de dream-pop qui réduit les pires tendances théâtrales d'Albarn. »
Sur Télérama, Erwan Perron écrit notamment « Avec seulement dix titres pour sept invités pas forcément « bankable », Cracker Island réduit la voilure par rapport à leurs précédents albums. [...] Mais cette modestie nouvelle ne nuit aucunement à la qualité des chansons pop-soul, voire pop tout court. À savoir : de belles harmonies vocales, des guitares sonnantes, des chansons au classique couplet-refrain. Bref, pas mal de clins d’œil à la musique anglo-américaine des années 1960 et 1970. »
Dans Les Inrockuptibles, Théo Dubreuil écrit quant à lui « De New Gold, qui convoque le Gorillaz originel, au tube défoncé Cracker Island, en passant par le sublime Possession Island avec Beck se rappelant au bon souvenir d’Everyday Robots, c’est finalement dans le diptyque formé par l’ambivalent Skinny Ape et l’irrésistible et caribéen Tormenta (partagé avec l’actuelle plus grande star du monde, Bad Bunny) que se niche encore tout Gorillaz. »

## Liste des titres
Toutes les chansons sont écrites et composées par Damon Albarn et Greg Kurstin, produite par Greg Kurstin et Gorillaz, sauf exceptions notées.
| 1.    | Cracker Island (featuring Thundercat)           | - Albarn - Stephen Bruner - Kurstin                | - Kurstin - Gorillaz - Remi Kabaka Jr. | 3:33 |
| 2.    | Oil (featuring Stevie Nicks)                    |                                                    | - Kurstin - Gorillaz - Kabaka          | 3:50 |
| 3.    | The Tired Influencer                            |                                                    |                                        | 3:31 |
| 4.    | Silent Running (featuring Adeleye Omotayo)      |                                                    |                                        | 4:26 |
| 5.    | New Gold (featuring Tame Impala & Bootie Brown) | - Albarn - Kevin Parker - Romye Robinson - Kurstin | - Kurstin - Gorillaz - Parker          | 3:35 |
| 6.    | Baby Queen                                      |                                                    | - Kurstin - Gorillaz - Kabaka          | 3:40 |
| 7.    | Tarantula                                       |                                                    |                                        | 3:31 |
| 8.    | Tormenta (featuring Bad Bunny)                  | - Benito Martínez - Albarn - Kabaka                | - Gorillaz - Kabaka - Tainy            | 3:13 |
| 9.    | Skinny Ape                                      |                                                    |                                        | 4:41 |
| 10.   | Possession Island (featuring Beck)              | - Albarn - Beck Hansen - Kurstin                   |                                        | 3:26 |
| 37:26 |                                                 |                                                    |                                        |      |

Sur les éditions vinyles, Tarantula est placé en 4e position entre The Tired Influencer et Silent Running.
Une édition deluxe est publiée le 27 février 2023 avec cinq titres bonus : Captain Chicken avec Del the Funky Homosapien, Controllah featuring MC Bin Laden, Crocadillaz featuring De La Soul et Dawn Penn, une version piano de Silent Running par 2D featuring Adeleye Omotayo, ainsi qu'un remix de New Gold,.

## Crédits
Informations incluses dans le livret de l'album
- Damon Albarn – chants (tous les titres), synthétiseurs (titres 1–7, 9–10), guitare électrique (2, 9), piano (3–4, 7, 10), basse, claviers (8), guitare acoustique (9), Mellotron (10), réalisateur artistique
- Greg Kurstin – claviers (1–9), synthétiseurs (1–7, 9–10), batterie (1–4, 6–7, 9), percussions (1–3, 5–7, 9), basse (2–7, 10), guitares électriques (3–4, 6–7, 10), piano (3–4, 6), marimba (3), guitares (5), vibraphone (6, 10), congas (7), Mellotron, guitare acoustique, harmonium (10), ingénieur du son (tout l'album), production (1–7, 9–10)
- Jamie Hewlett – artwork et graphisme
- Thundercat – chant et basse (1)
- Stevie Nicks – chant (2)
- Adeleye Omotayo – chant (4)
- Tame Impala – chant, synthétiseurs, basse, guitare, batterie, piano électrique Wurlitzer (5)
- Bootie Brown – chant (5)
- Bad Bunny – chant, claviers, percussions (8)
- Remi Kabaka Jr. – programmation des percussions et percussions (8)
- Beck – chant (10)
- Kevin Parker – production, ingénieur du son (5)
- Mark "Spike" Stent – mixage audio

## Classements
| Pays et classements (2023)           | Meilleure position |
| ------------------------------------ | ------------------ |
| Australie (ARIA)                     | 2                  |
| Autriche (Ö3 Austria Top 40)         | 3                  |
| Belgique (Flandre Ultratop)          | 2                  |
| Belgique (Wallonie Ultratop)         | 3                  |
| Canada (Canadian Albums)             | 6                  |
| Croatie (HDU)                        | 1                  |
| Danemark (Tracklisten)               | 8                  |
| Pays-Bas (Mega Album Top 100)        | 3                  |
| Finlande (Suomen virallinen lista)   | 13                 |
| France (SNEP)                        | 3                  |
| Allemagne (Media Control AG)         | 2                  |
| Grèce (IFPI)                         | 34                 |
| Hongrie (Mahasz)                     | 2                  |
| Islande (Tónlist)                    | 11                 |
| Irlande (IRMA)                       | 1                  |
| Italie (FIMI)                        | 17                 |
| Japon (Oricon)                       | 49                 |
| Japon - Digital Albums (Oricon)      | 15                 |
| Japon - Hot Albums (Billboard Japan) | 34                 |
| Lituanie (AGATA)                     | 16                 |
| Nouvelle-Zélande (RIANZ)             | 1                  |
| Norvège (VG-lista)                   | 15                 |
| Portugal (AFP)                       | 1                  |
| Écosse (OCC)                         | 2                  |
| Espagne (Promusicae)                 | 8                  |
| Suède (Sverigetopplistan)            | 19                 |
| Suisse romande                       | 1                  |
| Suisse (Schweizer Hitparade)         | 4                  |
| Royaume-Uni (UK Albums Chart)        | 1                  |
| États-Unis (Billboard 200)           | 3                  |
| États-Unis (Alternative Albums)      | 1                  |
| États-Unis (Top Rock Albums)         | 1                  |

| Pays et classement (2023) | Meilleure position |
| ------------------------- | ------------------ |
| Uruguay                   | 2                  |